# TYPA-centrum
Het TYPA-centrum is een museum gespecialiseerd in drukkunst en papierkunst, gevestigd in het Aparaaditehase creatieve complex in de Estse stad Tartu. Het centrum toont een uitgebreide geschiedenis van druktechnieken, van oude Chinese methoden tot moderne technologieën. Het beschikt over goed functionerende eeuwenoude drukpersen en organiseert workshops en educatieve programma's. Het centrum werd opgericht in het jaar 2010.